# NBC
National Broadcasting Company (NBC) là một mạng lưới phát thanh và truyền hình thương mại bằng tiếng Anh của Mỹ. NBC là tài sản chủ lực của bộ phận NBC Entertainment của NBCUniversal, một bộ phận của Comcast. Trụ sở chính của NBC được đặt tại 30 Rockefeller Plaza ở Thành phố New York với các văn phòng lớn đóng ở gần Los Angeles và Chicago. NBC đôi lúc được gọi là "Peacock Network," (mạng lưới phát thanh con công) do logo của NBC hình mào con công. Được lập năm 1926 bởi Radio Corporation of America (RCA), NBC đã là mạng lưới phát thanh lớn đầu tiên ở Hoa Kỳ. Năm 1986, việc kiểm soát NBC chuyển sang cho General Electric (GE), thông qua việc GE trả 6,4 tỷ USD mua lại từ RCA. GE trước đó đã sở hữu RCA và NBC cho đến năm 1930, khi hãng bị buộc phải bán công ty do các vụ kiện chống độc quyền.
Sau vụ mua lại năm 1986, CEO của NBC đã là Bob Wright, cho đến khi ông nghỉ hưu và chuyển vị trí này cho Jeff Zucker. Hệ thống này hiện thuộc công ty truyền thông NBCUniversal, là một liên doanh của Comcast và General Electric từ năm 2011 (và trước thời gian đó là thuộc sở hữu chung của GE và công ty mẹ Universal Music Group hiện nay Vivendi). Do vụ sáp nhập, Zucker đã rời NBC và được thay bởi Steve Burke.
NBC có 10 đài sở hữu-và-vận hành và gần 200 đài tiếp sóng ở Hoa Kỳ và các lãnh thổ của Hoa Kỳ.

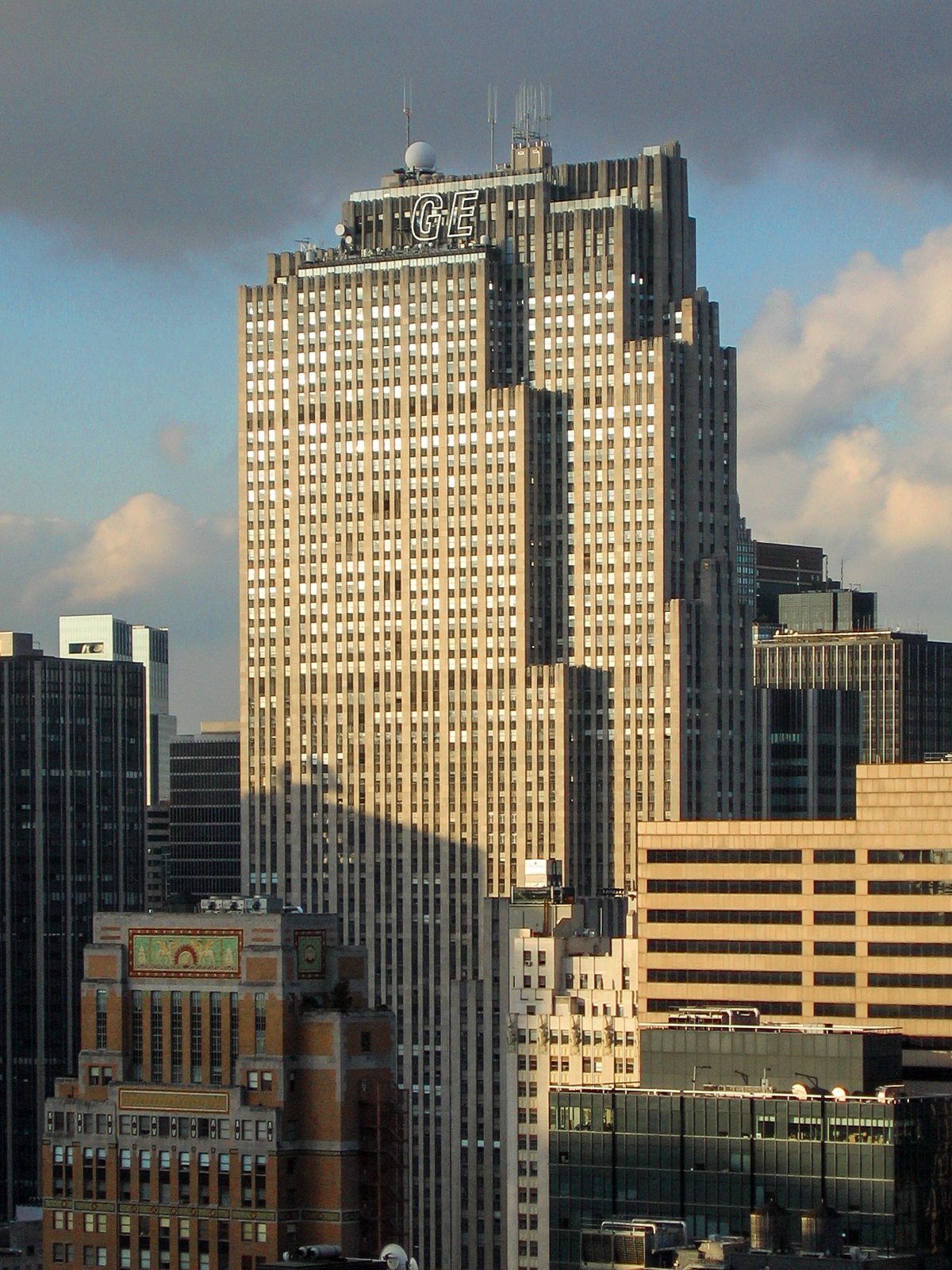
Tòa nhà GE ở Thành phố New York là trụ sở NBC.